# Acipenser
Acipenser é um gênero  da família Acipenseridae, ao qual pertencem os esturjões. Dentre todos os gêneros dessa família, o Acipenser é o que tem o maior número de espécies, em sua maioria ameaçadas.

### Espécies existentes

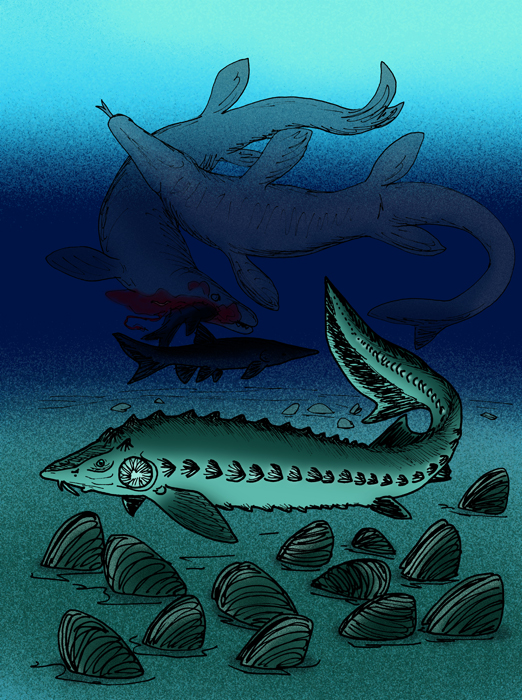
Ilustração de Acipenser gigantissimus

As três espécies a seguir são colocadas neste gênero:
- Acipenser desotoi Vladykov, 1955
- Acipenser oxyrinchus Mitchill, 1815
- Acipenser sturio Linnaeus, 1758 (Espécie-tipo)

### Espécies fósseis
As seguintes espécies são conhecidas a partir de restos fósseis, sob uma interpretação sensu lato do gênero. Quase todos, exceto A. anisinferos e A. praeparatorum, são considerados nomina dubia.
- †Acipenser albertensis Lambe, 1902
- †Acipenser anisinferos Hilton & Grande, 2023[5]
- †Acipenser chilini Nessov, 1983
- ?†Acipenser cretaceous Daimeries, 1892
- †Acipenser eruciferus Cope, 1876
- †Acipenser gigantissimus Nessov, 1997[6]
- †Acipenser lemoinei (Priem, 1901)
- ?†Acipenser molassicus Probst, 1882
- †Acipenser ornatus Leidy, 1873
- †Acipenser parisiensis Priem, 1908
- †Acipenser praeparatorum Hilton & Grande, 2023[5]
- †Acipenser toliapicus Agassiz 1844 ex Woodward 1889
- ?†Acipenser tuberculosus Probst 1882
- †Acipenser zhylgensis Nessov, 1983